# Hortense Tanvet
Hortense Clémentine Tanvet (19 novembre 1880 à Mésanger - 13 février 1981 à Nantes) est une sculptrice française.

## Biographie
Hortense Clémentine Tanvet est née le 19 novembre 1880 à Mésanger.
En 1901, elle étudie à l'école des beaux-arts de Nantes, avant d'être reçue en 1908 au concours d'entrée de l'école des beaux-arts de Paris (5e sur 300 candidats). Elle y est notamment élève du sculpteur Laurent Marqueste,.
Le 12 décembre 1922, elle épouse à Paris Édouard Louis Béar, employé de la marine marchande. L'acte de mariage précise qu'elle est « sculpteur ».
Elle meurt centenaire à Nantes le 13 février 1981.

### Carrière artistique
En 1913, elle présente au salon annuel une sculpture représentant le portrait de Mme Basset d'Auriac (probablement Gabrielle Basset d'Auriac). À la suite de cette participation, elle reçoit une prime d'encouragement de 500 francs du Ministère de l'Instruction publique et des Beaux-Arts. Cette même année, elle réalise le premier de ses monuments commémoratifs dans l'espace public, avec un buste en bronze de Caroline Angebert, érigé à Dunkerque.
Le Ministère de l'Instruction publique et des Beaux-Arts lui attribue plusieurs secours financiers pendant la Première Guerre mondiale,, de même que la ville de Paris(au moins en 1918). Le formulaire de renseignements du secrétariat des Beaux-Arts justifie le secours financier par ces mots : « une vraie artiste digne d'intérêt ».
Elle est domiciliée dans ces années-là 18 rue des Plantes à Montrouge.
Dans les années 1920, Hortense Tanvet réalise les bas-reliefs sculptés de plusieurs monuments aux morts de la Première Guerre mondiale en Bretagne, travaillant notamment avec l'architecte Charles Chaussepied.
- Monument aux morts de Guidel : une partie de ce monument aux morts de 1921 est constituée d'une sculpture en relief d'Hortense Tanvet, qui représente un soldat blessé allongé sur le sol et regardant vers un ange[9].
- Monument aux morts de Plouescat : ce mémorial, érigé en 1922 dans le cimetière de Plouescat, est composé d'une famille (femme, enfant et homme) sculpté par Hortense Tanvet, qui utilise ici trois pierres différentes (granit gris de Quimper, granit rose d'Aber-Ildut et pierre noire de Kersanton)[10],[11].
- Monument aux morts de Lesneven[12],[13] : groupe de femmes et enfant devant une croix surmontée d'un casque.
- Monument aux morts de Kerfeunteun[12] : un Breton et une Bretonne en prière.
- Monument aux morts d'Esquibien[12],[14].
- Monument aux morts de Plonévez-Porzay[12],[15].
- Monument aux morts de Plogonnec.

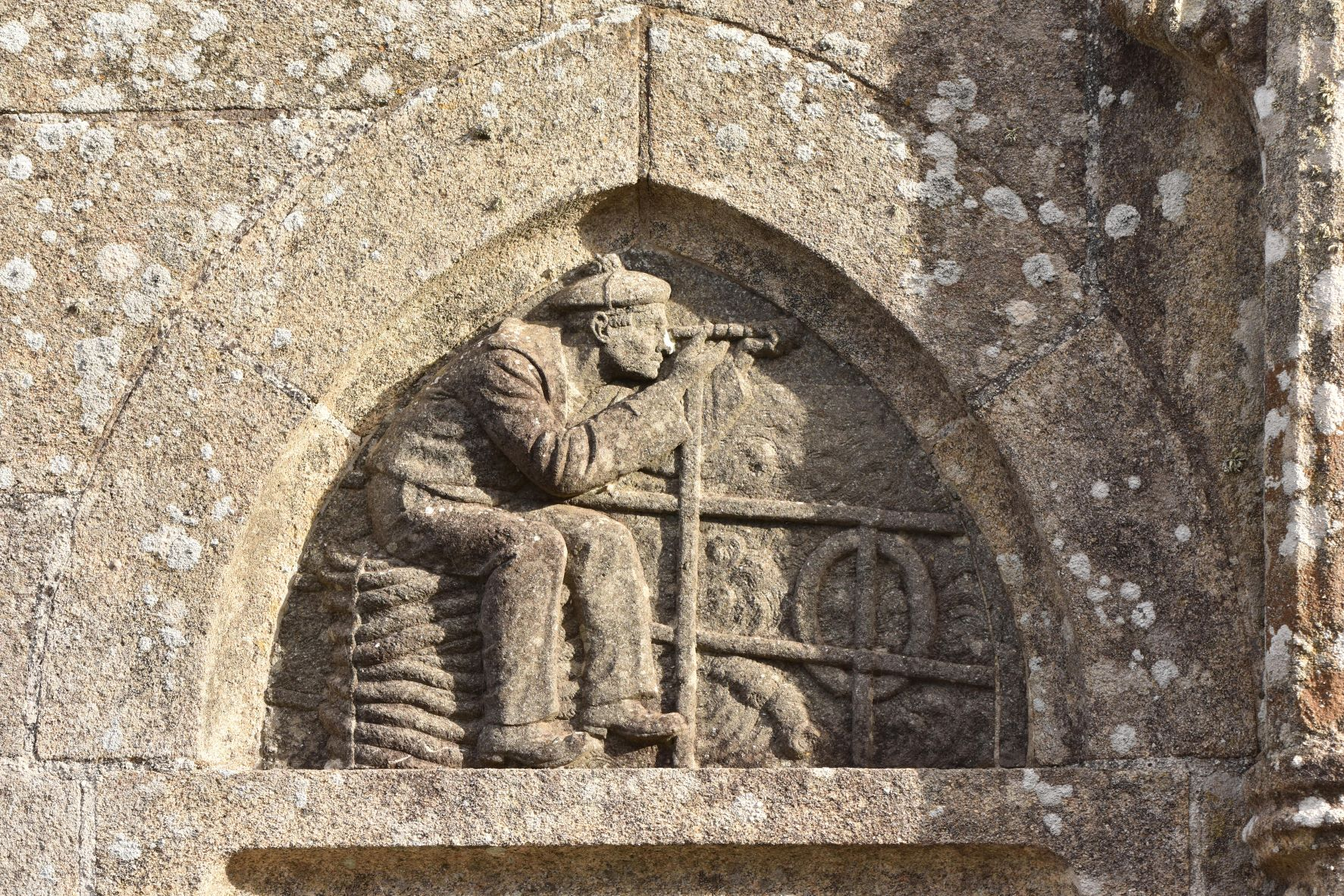
Monument aux morts d'Esquibien.
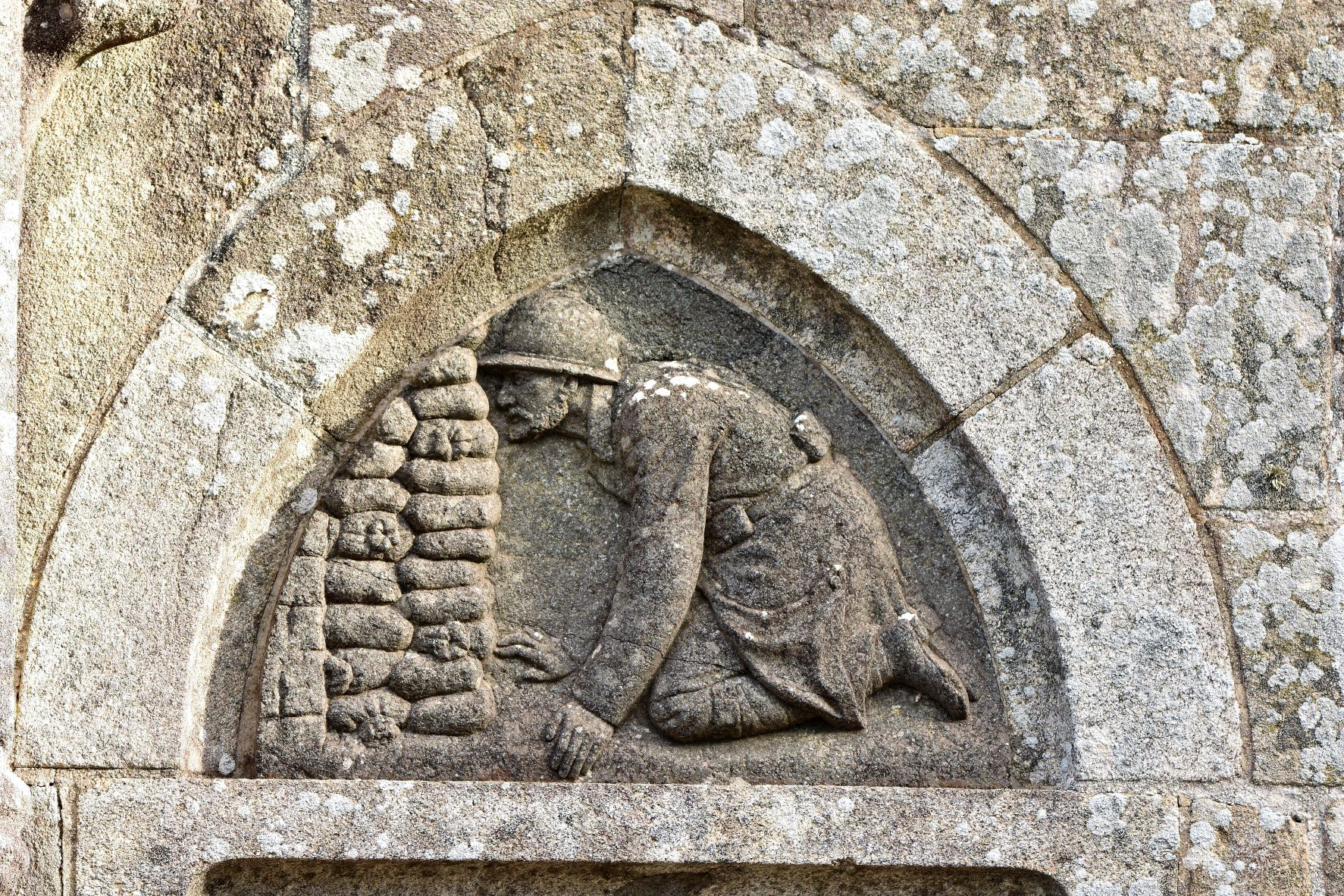
Monument aux morts d'Esquibien.
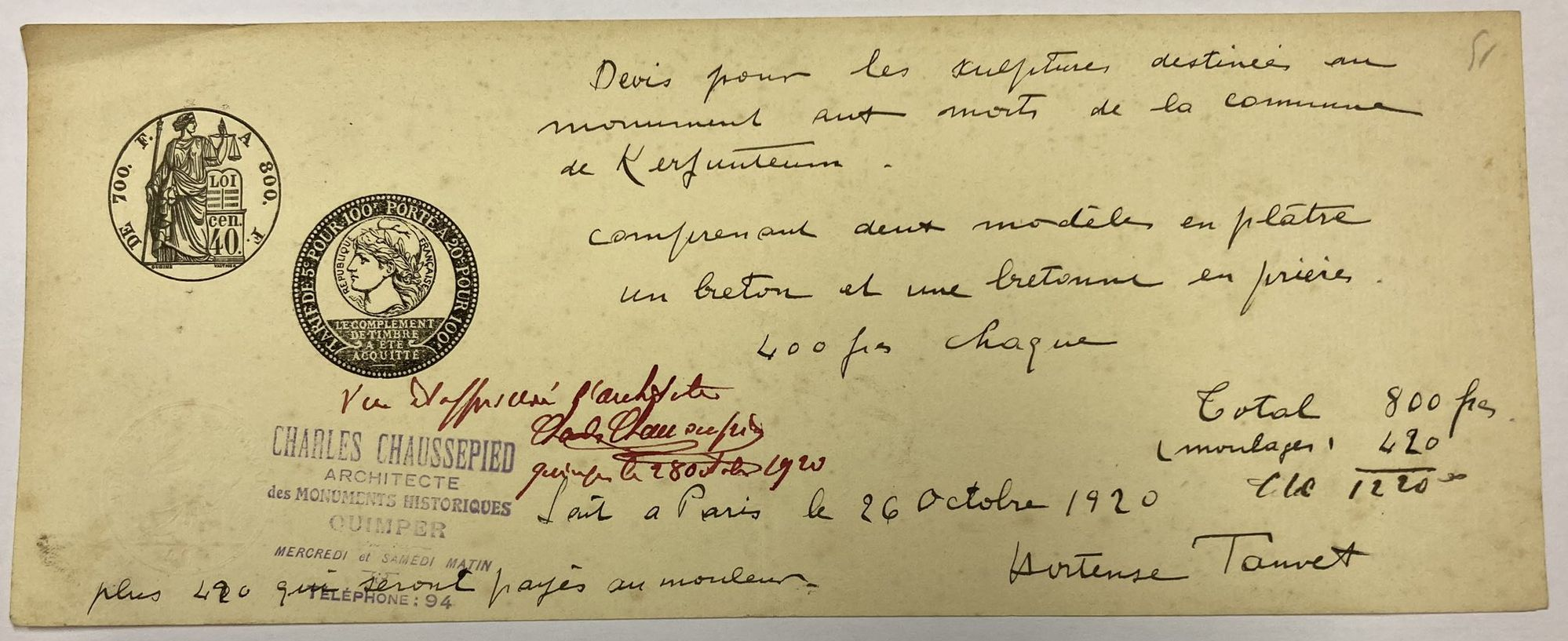
Devis de sculpture pour le monument aux morts de Kerfeunteun.

En 1929, elle participe au gala artistique et musical organisé par les Bretons de Paris au théâtre Albert Ier.

#### Œuvres recensées (hors monuments aux morts)

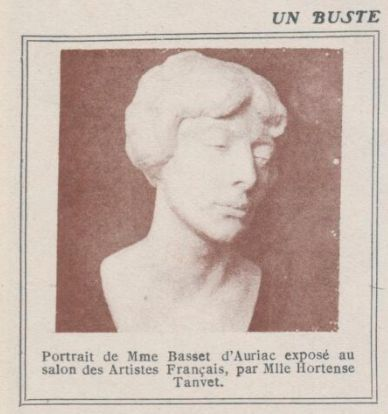
Buste de Mme Basset d'Auriac (1913).

- Buste de Mme Basset d'Auriac (1913).Portrait de Mme Basset d'Auriac, exposé au salon de 1913.
- Monument à Caroline Angebert (amie de Lamartine), inauguré à Dunkerque le 28 octobre 1913. Il comprend un médaillon et un buste en bronze d'Hortense Tanvet ; le moulage a été réalisé par la fonderie parisienne Montagutelli frères.
- Buste de Jean du Plessis de Grénédan, exposé à Paris au salon de 1930[17].
- Buste de femme (plâtre), acheté en 1939 par le musée des beaux-arts de Nantes[18],[19].
- Monument en mémoire de Léon Séché, érigé à Ancenis, ville natale de l'homme de lettres et historien, à l'initiative de Charles Le Goffic. Hortense Tanvet, amie de la famille Séché, est chargée de la sculpture en bronze. Le monument est réquisitionné pour être fondu en 1942, après la réalisation d'un moulage, qui permettra à Hortense Tanvet de réaliser en 1957 une copie en pierre[20].

### Postérité
L'école primaire de Mésanger, sa ville natale, porte son nom, ainsi qu'une impasse à Ancenis (impasse Hortense Tanvet-Béar).
Hortense Tanvet figure dans le Dictionnaire des femmes de Bretagne.